# John Brockbank
John Benn Brockbank (Whitehaven, 22 agosto 1848 – Fulham, 4 febbraio 1896) è stato un attore teatrale e calciatore inglese, di ruolo attaccante, che prese parte alla prima partita internazionale riconosciuta ufficialmente.

## Carriera
Dopo aver giocato qualche incontro di rappresentanza per Londra, ottiene dei Blue (riconoscimento dato agli atleti dell'Università) per giocare con l'Università di Cambridge contro quella di Oxford nel 1874 e nel 1875.
Nel maggio del 1874 gioca in un club di cricket, il Marylebone, sfidando la sua Università.
Fu un attore di professione.